# Velká Štáhle
Velká Štáhle település Csehországban, Bruntáli járásban. Velká Štáhle Václavov u Bruntálu, Rýmařov, Břidličná és Malá Štáhle településekkel határos. Lakosainak száma 317 fő (2024. január 1.).

## Népesség
A település lakosságának változását az alábbi diagram mutatja:
| Lakosok száma | 727  | 669  | 722  | 507  | 379  | 342  | 341  | 342  | 316  | 317  |
|               | 1869 | 1900 | 1921 | 1961 | 1980 | 2011 | 2016 | 2019 | 2021 | 2024 |